# 타셈 싱

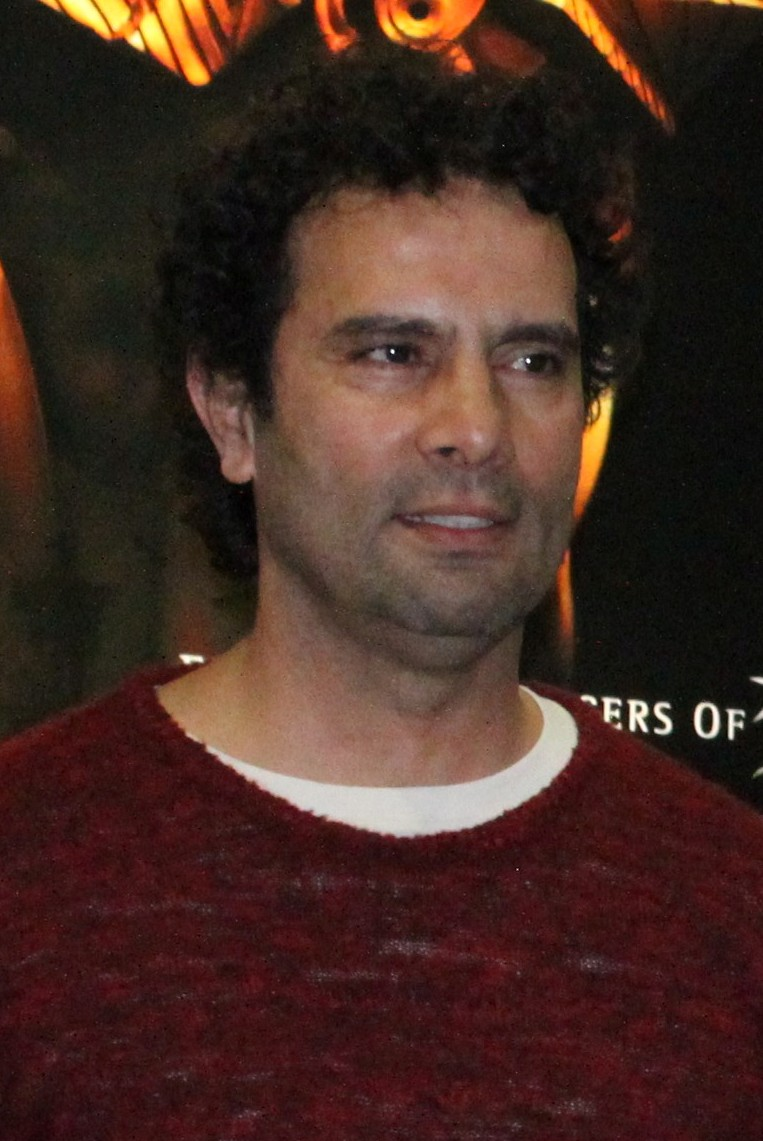
타셈 싱

타셈 싱(Tarsem Singh, 1961년 5월 26일 ~ )은 인도의 영화 감독이다.

## 작품
- 더 셀 (2000)
- 더 폴: 오디어스와 환상의 문 (2006)
- 신들의 전쟁 (2011)
- 백설공주 (2012)
- 에메랄드 시 (2017,드라마)